# Classe Santa Ana
La classe Santa Ana est une classe de vaisseaux de ligne à trois ponts armés de 112 canons, conçue pour la marine espagnole par l'architecte naval José Romero y Fernández de Landa (en). Des navires de cette classe sont engagés dans toutes les grandes batailles impliquant la marine espagnole au cours des guerres de la Révolution française et de l'Empire.

## Les unités de la classe
| classe Santa Ana        | classe Santa Ana | classe Santa Ana | classe Santa Ana  | classe Santa Ana                                     | classe Santa Ana |
| Nom                     | chantier naval   | commande         | Lancement         | fin                                                  | Tableau          |
| ----------------------- | ---------------- | ---------------- | ----------------- | ---------------------------------------------------- | ---------------- |
| Santa Ana               | Le Ferrol        | 22 mars 1783     | 29 septembre 1784 |                                                      |                  |
| Mejicano (es)           |                  |                  |                   |                                                      |                  |
| Conde de Regla          | La Havane        |                  | 1786              |                                                      |                  |
| Real Carlos             | La Havane        |                  | 1787              | Explose le 12 juillet 1801 à la bataille d'Algésiras |                  |
| Salvador del Mundo (es) |                  |                  |                   |                                                      |                  |
| San Hermenegildo (es)   | La Havane        |                  | 1789              | Explose 12 juillet 1801 à la bataille d'Algésiras    |                  |
| Reina María Luisa (es)  | Le Ferrol        |                  | 1791              |                                                      |                  |
| Príncipe de Asturias    | La Havane        |                  | 1794              | Démoli en 1817                                       |                  |